# Prez, Fribourg
Prez är en kommun i distriktet Sarine i kantonen Fribourg i Schweiz. Kommunen har 2 472 invånare (2023). Huvudort är Prez-vers-Noréaz.
Kommunen skapades den 1 januari 2020 genom sammanslagningen av de tidigare kommunerna Corserey, Noréaz och Prez-vers-Noréaz.